# Dendrophthoe fuscata
Dendrophthoe fuscata là một loài thực vật có hoa trong họ Loranthaceae. Loài này được (Korth.) Miq. mô tả khoa học đầu tiên năm 1856.